# Меречинь
Меречинь, Меречині (рум. Mărăcini) — село у повіті Вранча в Румунії. Входить до складу комуни Кіождень.
Село розташоване на відстані 140 км на північний схід від Бухареста, 29 км на південний захід від Фокшан, 93 км на захід від Галаца, 96 км на схід від Брашова.

## Населення
За даними перепису населення 2002 року у селі проживали 142 особи, усі — румуни. Усі жителі села рідною мовою назвали румунську.